# 선장축구장
선장축구장(仙掌蹴球場, Seonjang Football Field)은 대한민국 충청남도 아산시에 있는 스포츠 시설이다. 인조잔디 필드가 갖춰진 축구장 2면이 조성되어 있다. 2014년 11월 15일에 제1구장이 준공되었고, 2018년에 제2구장이 준공되었다.

## 참고 문헌
- 《전국 공공체육 시설 현황 (2017년말 기준)》. 대한민국 문화체육관광부. 2019.